# Where's the beef?
"Where's the beef?" (¿Dónde está la carne? en español) es un latiguillo popular en los Estados Unidos y Canadá, utilizado originalmente como parte de una campaña publicitaria de la cadena de restaurantes de comida rápida Wendy's. Desde su primera aparición se convirtió en una frase comodín utilizada para cuestionar o preguntar acerca del fundamento de una idea, acontecimiento o producto.
Llegó al gran público gracias a un comercial de televisión estadounidense de los años 1980 creado por Joe Sedelmaier como parte de la campaña publicitaria de comida rápida ideada por la agencia Dancer Fitzgerald Sample para la cadena de hamburgueserías Wendy's. La estrategia detrás de la campaña era distinguir las hamburguesas de renombre de los competidores McDonald's y Burger King (la Big Mac y Whopper respectivamente) de las de Wendy's. En el anuncio, titulado "Fluffy Bun" (Bollo esponjoso, en español), la veterana actriz Clara Peller observa una hamburguesa de la competencia preparada con un pequeño trozo de carne dentro de un gran bollo (bun, en inglés), ya que el eslogan de la publicidad de la competencia era "Home of the Big Bun" (El Hogar del Gran Bollo). El reducido tamaño del filete lleva a Peller a preguntar exasperadamente "Where's the beef?" (en español y literalmente, ¿Dónde está la carne?). El anuncio causó tal sensación y resultó tan gracioso a la audiencia que el eslogan se convirtió en una frase empleada a diario por la gente, quedando ya en el imaginario popular y apareciendo constantemente en programas de televisión, películas, revistas y otros medios de comunicación.

## Historia
Estrenado el 10 de enero de 1984, "Fluffy Bun" presentaba a tres ancianas mirando detenidamente un descomunal bollo de hamburguesa con un minúsculo trozo de carne dentro. Mientras dos de ellas se burlan intercambiando comentarios como "It certainly is a big bun" (Verdaderamente es un gran bollo) o "It's a big fluffy bun" (Es un gran bollo esponjoso), Peller ofendida las interrumpe y lanza irritada la pregunta del eslogan. Posteriores versiones presentaban a Peller abroncando por teléfono a un ejecutivo de Fluffy que viaja en su yate, así como a la actriz acercándose a las ventanillas de los auto-restaurantes mientras los dependientes las cerraban antes de que tuviese tiempo de completar la frase.
También durante ese mismo año, el compositor y DJ de Nashville, Coyote McCloud, escribió e interpretó una exitosa canción titulada "Where's the beef?" como promoción de la famosa campaña publicitaria de los restaurantes Wendy's, donde también participó Clara Peller. 
La campaña publicitaria finalizó en 1985, después de que Peller participara en un anuncio de la salsa para pastas Prego diciendo que "por fin encontró" la carne.
La frase también fue usada durante las elecciones presidenciales de Estados Unidos de 1984. Durante las primarias del Partido Demócrata celebradas en la primavera de 1984, el candidato y anterior vicepresidente Walter Mondale, coincidiendo con el momento de máxima popularidad del anuncio, ridiculizó a su rival, el senador Gary Hart, utilizando la frase durante un debate televisado el 11 de marzo de 1984, justo antes de las primarias de Nueva York y Pensilvania.
Hart había conseguido pasar de ser un candidato de segunda fila a plantar cara a Mondale insistiendo en el uso de su eslogan "New ideas" (Nuevas ideas). Cuando Hart volvió a utilizar la frase en el debate, Mondale se echó hacia delante y dijo: "When I hear your new ideas, I'm reminded of that ad, 'Where's the beef'?" (Cuando escucho sus nuevas ideas, siempre me acuerdo de ese anuncio, "¿Dónde está la carne?"). Esta respuesta caló hondo en el electorado. Pasado el debate, ambas campañas se enfrentaban a través de sus dos lemas (por ejemplo, Hart presentó su libro, publicado después del incidente, dentro de un bollo de hamburguesa).

## En la cultura popular
- En la serie de televisión animada Los Simpson se ha hecho referencia a la frase varias veces. En el episodio "Itchy & Scratchy: The Movie", después de que Lisa le dé a Homer una pegatina para el coche acerca de que su hija figura en el cuadro de honor de la escuela éste dice que nunca había pensado en que encontraría algo para reemplazar su pegatina de "Where's the beef?". En "Lisa's First Word", Homer lee un periódico del día del nacimiento de Lisa en cuya portada aparece el titular "Mondale to Hart: 'Where's the Beef?'". En "Please Homer, Don't Hammer 'Em...", Bart se encuentra con una vieja recreativa en la que aparece Rocky Balboa y Clara Peller gritando sus correspondientes latiguillos.
- En un episodio de la serie de televisión Scrubs, un paciente que ha estado en coma desde los años 80 despierta. Vestido con una chaqueta roja parecida a las de los videoclips de Michael Jackson, aparece en escena bailando el moonwalk con un cubo de Rubik en las manos y preguntando "Where's the Beef?"
- En su canción "Closing Time", Leonard Cohen dice: "Ah we're lonely, we're romantic and the cider's laced with acid and the Holy Spirit's crying, 'Where's the beef?' and the moon is swimming naked and the summer night is fragrant with a mighty expectation of relief" (Ah, estamos solos, somos románticos, la sidra tiene un chorro de ácido y el Espíritu Santo se lamenta: 'Where's the beef?', y la luna nada desnuda y la noche de verano es fragrante con una poderosa expresión de alivio).
- En un capítulo de The Office, Michael Scott cita la frase como "algo que una antigua generación le dio a la sociedad".
- En la película Hot Tub Time Machine, de 2010, aparece una chica con una polera amarilla que tiene "Where's the beef?" escrito con letras rojas.
- En el episodio "April Fools Blank", de la serie de Nickelodeon Victorious, mencionan (en inglés) "Where's the beef?"
- En la película Pixels, de 2015, se hace referencia a la famosa pregunta Where's the beef? en una de las ocasiones en que los alienígenas se comunican con la humanidad tomando la forma de iconos culturales de los 80 (en el doblaje español de España se sustituyó por el famoso eslogan Póntelo, pónselo).